# Compton Martin
Compton Martin est un village et une paroisse civile du Somerset, en Angleterre. Il est situé dans l'autorité unitaire de Bath and North East Somerset, à une quinzaine de kilomètres au sud de la ville de Bristol, dans la vallée de la rivière Chew. Au moment du recensement de 2001, il comptait 508 habitants.
Le fleuve Congresbury Yeo (en) y prend sa source.